# Eugène Albert Puyou de Pouvourville
Pour les articles homonymes, voir Pouvourville.
Albert Puyou, comte de Pouvourville, né le 7 août 1861 à Nancy (Meurthe) et mort le 30 décembre 1939 à Paris, est un poète, romancier, traducteur et ésotériste français.

## Biographie
Issu d'une famille anoblie par le capitoulat de Toulouse en 1695, et de tradition militaire, il fait de brillantes études secondaires (Grand Prix du concours général) et entame en 1880 une carrière militaire à l'Ecole de Saint-Cyr. Il démissionne fin 1885 et en 1887 il s'engage comme simple soldat de la Légion Etrangère. Il est envoyé au Tonkin vers 1887-1888 où il fait campagne et retrouve au bout de deux ans ses galons d'officier. En 1890, il est ensuite rapatrié pour raisons de santé, puis retourne en Indochine dans la province de Son-Tay. Victime d'anémie palustre, il doit renter en métropole une nouvelle fois en 1891. Après un dernier séjour au Tonkin, il démissionne de l'armée en 1894. 
Ses séjours prolongés au Tonkin et dans diverses provinces du sud-est asiatique lui permirent de connaître en profondeur l'esprit chinois. Il rencontrera un maître taoïste qui le prépara à recevoir l'initiation dans une société secrète chinoise. En octobre 1890, il reçoit l'investiture initiatique taoïste. Albert de Pouvourville prit alors le nom de Matgioi, « œil du jour » ou soleil. Matgioi revint ensuite en Occident et entreprit de diffuser (dans la mesure où cela était possible) l'enseignement du taoïsme, à l'encontre des orientalistes. Il expose pour la première fois, notamment dans la Voie métaphysique  et la Voie rationnelle, le sens profond des doctrines taoïstes, au point de vue principiel comme dans leurs applications diverses. Il complète sa vie spirituelle en occident en devenant martiniste et est consacré en 1905 évêque de l'Église gnostique de France  sous le nom de Tau Simon par Fabre des Essarts. Il collabore avec René Guénon à la revue La Gnose avec plusieurs articles entre 1909 et 1912. Il est également l'auteur de plusieurs monographies sur la Chine et sur les colons français en Asie. 
Après la première guerre mondiale, il se fixe à Chatou. Sa production littéraire devient presque exclusivement tournée vers le romanesque ou répond à des commandes. 

## Œuvres
- A une heure de Nancy, in Bulletin de la section vosgienne du Club alpin français, 1885-1886, Berger-Levrault, 1886
- Notes sur la marche, par R , 1886
- Le Tonkin actuel, 1887-1890. (Etudes coloniales, 1), A. Savine, 1891
- Deux années de lutte, 1890-1891. (Etudes coloniales, 2), A. Savine, 1892. Rééd. Hachette BnF, 2012
- Point d'histoire coloniale, le général Reste, l'instigation au vol, le vol, le procès, le verdict de la justice civile, la plainte en justice militaire. Date de l'édition originale : 1892
- La Politique Indo-Chinoise. 1892-1893 (Etudes coloniales, 3), A. Savine, 1894 Consulté sur Gallica
- L’Art indo-chinois, Librairie-Imprimeries Réunies, Ancienne Maison Quantin, coll. Bibliothèque de l'enseignement des beaux-arts, 1894
- Le Tao de Laotseu, traduit du chinois par Matgioi, Librairie de l'Art indépendant, 1894, 48 pp., disponible sur Gallica, (rééd. Hachette Livre/BnF, 2012  (ISBN 2-01-257159-X et 978-2-01-257159-4)
- Le Te de Laotseu, traduit du chinois par Matgioi, Librairie de l'Art indépendant, 1894, 63 pp., disponible sur Gallica, (rééd. Hachette Livre/BnF, 2013  (ISBN 2-01-280345-8 et 978-2-01-280345-9)
- Dans les seize Chaûs. 1888-1889 (Etudes coloniales, 4), A. Savine, 1895
- L'Esprit des races jaunes. Les sept éléments de l'homme et la pathogénie chinoise, 1895
- Le maître des sentences, Roman asiatique, P. Ollendorff, 1895 et Editions Baudinière, Paris, 1898
- L'esprit des races jaunes. « Le Traité des Influences errantes » de Quangdzu, traduit du chinois par Matgioi, Paris, Bibliothèque de la Haute Science, 1896, 51 pp.
- L'Affaire de Siam. 1886-1896 (Etudes coloniales, 5), A. Savine, 1897
- La Question d'Extrême Orient (Etudes coloniales, 6), A. Savine, 1897 et 1900
- De l'autre côté du mur, 1897, rééd. sous le titre L'Annam sanglant
- Dans les gardes indigènes, Schneider éditeur, Hanoi, 1898
- Chez les pirates, histoire de la piraterie au Tonkin en 1892,  Schneider éditeur, Imprimerie de l'Indo-Chine française, Hanoi, 1898
- L'Empire du Milieu, Schlercher Frères, 1900
- La Chine des Mandarins, Schlercher Frères, 1901
- La Chine des agriculteurs, Schlercher Frères (commande de l'éditeur)
- L'Esprit des races jaunes. De l’opium, sa pratique,  édition de "l'Initiation", 1903, sous le nom de Matgioi
  - nouvelle édition avec le nom NGUYEN-TE-DUC-LUAT, Physique et psychique de l’opium, Éditions du Monde Moderne, Paris, 1925 ; in-12, broché. 141 pp., avec une.introduction d’Albert de Pouvourville. Rééd. par Blue of Noon, 2013
  - nouvelles éditions Le Livre de l'opium, avec le nom Nguyen Te Duc, Guy Tredaniel, Paris, 1979 et 2002
- La Voie - revue mensuelle de haute science - articles à partir du no 1; parution d’avril 1904 à mars 1907.
- Rimes chinoises, A. Lemerre, 1904 (devenu Rimes d'Asie dans l'édition de 1912)
- La Réforme de Saint-Cyr et l'esprit colonial moderne, Paris : édition de la "Nouvelle Revue", 1904
- Les Défenses de l'Indo-Chine et la politique d'association, Paris : A. Pedone, 1905
- La Réorganisation de la garde civile indigène en Indo-Chine, Paris : Société d'éditions contemporaines, 1905
- La Voie Métaphysique, Paris, Société d'Éditions Contemporaines : Bibliothèque de La Voie, 1905, 168 pp. (Rééd. Les Éditions Traditionnelles, 1956, 1991).
- La Voie Rationnelle, Société d'éditions contemporaines et L. Bodin, coll. "Bibliothèque de La Voie", 1907 (Préface de Alta), 269 pp. (Rééd. Les Éditions Traditionnelles, 2003).
- Les Enseignements Secrets de la Gnose - T Simon (Albert de Pouvourville) et T Théophane (Léon Champrenaud), 1907. Rééd. Éditions Arche, Milan 1999.
- Les Réserves indigènes de l'Indo-Chine, Paris : éditions de la "Nouvelle Revue" , 1907
- Comité des congrès coloniaux français. Congrès de 1908 à l'École des hautes études commerciales... Paris. "L'Opium", conférence donnée le 1er juin 1908, au siège du Congrès, par M. Albert de Pouvourville, Secrétariat général du Comité, 1908
- Stanislas de Guaita. Collection "Nos Maîtres". Librairie Hermétique, 1909, 122 pp.
- La Chine des Lettrés, Librairie Hermétique (coll. "Bibliothèque de la Voie"), 1910, 160 pp.
- Le cinquième bonheur, L. Michaud, 1911
- Avant le rideau. "Le Déraciné" au Lyceum, 1914
- Les terres meurtries, Paris, 1915, in Pages d'histoire, 1914-1915. 9e série ; 87
- L'Homme qui a mis les Boches dedans, Paris : E. Figuière, 1919
- La Greffe, E. Figuière, 1922, roman
- L'Heure silencieuse, Editions du monde nouveau, 1923
- Le Mal d'argent, roman. 3e édition (1926), Paris : Éditions du Monde moderne, coll. "les Livres de la Brousse", 1926
- Anthologie franco-indochinoise. Morceaux choisis des écrivains français, accompagnés de notes grammaticales et historiques (avec Paul Bonnetain et Paul Bourde), in Bulletin de la Société d'enseignement mutuel du Tonkin, n ° 1,  Le-Van-Tan, 1927
- Chasseur de pirates ! Editions du Monde moderne, coll. "Les Livres de la Brousse", 1928
- Francis Garnier, Plon, coll. "Les grandes figures coloniales", 1931. Prix Sobrier-Arnould de l’Académie française en 1932
- A-29, agent secret, histoires vécues, Baudinière, coll. " La Guerre secrète", 1932
- L'Annamite, Larose, coll. "Comment ils pensent",  1932
- Louis-Gabriel, pirate, Baudinière, coll. "L’œuvre littéraire", 1932
- Histoire populaire des colonies françaises. L'indochine, Editions du Velin d'or, 1932, sous la direction d'A. de Pouvourville consulter
- Auguste Pavie, Larose, coll. "Médaillons coloniaux", 1933
- Griffes rouges sur l'Asie, Baudinière, coll. "La vie documentée", 1933
- Nouveaux avatars d'A-29, Baudinière, 1933
- Sainte-Thérèse de Lisieux, protectrice des peuples, Éditions du Lys, 1934
- Pacifique 39, Baudinière, 1934
- La Guerre prochaine, Les Navigyres, Baudinière, 1934
- La Guerre prochaine, Alerte sur Paris, Baudinière, 1934
- La Guerre prochaine, Le Mur de lumière, Baudinière, 1934
- La Guerre prochaine, La Route de feu, Baudinière, 1935
- La Guerre prochaine, Paris l'invisible, Baudinière, 1935
- Giăc cò ̛đen, Hà Nội, impr. de Lê Cuờn̛g , 1935 (en vietnamien)
- L'héroïque aventure, (série de 25 romans), Baudinière, 1935-36
- L'oeil N°VII, Baudinière, 1936
- L'Indochine française, L'Encyclopédie coloniale et maritime, 1936
- Le Cinquième Bonheur, Éd. Kailash, 2004. Recueil de courtes nouvelles. Rééd. au format ebook par eForge, 2020  (ISBN 9791092957761)

Préfacier :
- Le peuple Annamite. Ses mœurs, croyances et traditions, E. Langlet, Berger-Levrault Editeurs, 1913
- Sous le règne de la Licorne et du Lion. Témoignages, Elian Judas Finbert, Paris : aux éditeurs associés ; Éditions du Monde moderne , 1925
- Au pays des Montagnes Bleues, Helena Petrovna Blavatsky, Editions du Monde moderne, 1926. Rééd. Adyar, 1975
- Fombombo, Thomas Sigismund Stribling, Paris : Stock, Delamain et Boutelleau, 1929

Directeur de publication : 
- Revue générale des colonies : publication illustrée, 7 numéros parus entre 1903 et 1904.